# 香泉镇 (定西市)
香泉镇，是中华人民共和国甘肃省定西市安定区下辖的一个乡镇级行政单位。

## 行政区划
香泉镇下辖以下地区：
香泉村、陈家洼村、青岗村、中庄村、双庙村、泉湾村、花坪村、马莲村、云山村、西寨村、东寨村、关门口村、池沟村、仓沟村和后湾村。